# Robert John Thornton
Robert John Thornton (1768–1837) foi um médico e escritor botânico inglês, conhecido por A New Illustration of the Sexual System of Carolus Von Linnæus (1797–1807) e "The British Flora" de 1812.

## Vida
Ele era filho de Bonnell Thornton e estudou no Trinity College, Cambridge. Inspirado pelas palestras de John Martyn sobre botânica e pelo trabalho de Lineu, ele trocou a Igreja pela medicina. Ele trabalhou no Guy's Hospital em Londres, onde mais tarde deu aulas de botânica médica. Depois de passar algum tempo no exterior, ele se estabeleceu e exerceu a profissão em Londres. Robert herdou a fortuna da família após a morte de seu irmão e de sua mãe.

## Trabalho
Em 1799, Thornton iniciou seu trabalho na Nova Ilustração do Sistema Sexual de Carolus von Linnaeus, uma obra de ciência botânica a ser publicada em três partes. A primeira foi uma dissertação sobre o sexo das plantas, segundo o cientista sueco Carolus von Linnaeus, e a segunda uma exposição do sistema sexual. A parte mais ambiciosa da Nova Ilustração do Sistema Sexual de Carolus Linnæus foi a Parte III, o Templo de Flora (1799–1807). As primeiras placas foram gravadas por Thomas Medland em maio de 1798, a partir de pinturas de Philip Reinagle. Entre 1798 e 1807, eles produziram um total de trinta e três placas coloridas, gravadas em água-tinta, pontilhado e gravura em linha. Quando planejou o projeto, Thornton decidiu publicar setenta placas do tamanho de um fólio. A falta de interesse do público em geral significou um desastre para o projeto, e a realização de uma loteria não conseguiu salvá-lo da ruína financeira, nem uma página da obra dedicada à esposa de Jorge III, a Rainha Carlota, padroeira da botânica e das belas-artes. Estima-se que cerca de 800 cópias foram produzidas, cada uma contendo 31 placas acompanhadas de poesia inspiradora e notas explicativas abordando a tradição e a lenda das flores.